# 迪恩·李察士
迪恩·艾化·李察士（英語：Dean Ivor Richards，1974年6月9日—2011年2月26日）是一名英格蘭已故職業足球員，場上司職後衛。他在家鄉球會巴拉福特展開足球事業，其後轉投狼隊效力四個球季。他離隊後加盟英超球會修咸頓及熱刺。他亦曾4次代表英格蘭U21上陣。
2005年李察士因身體不適而退役，其後返回巴拉福特任職教練工作，於2011年2月病逝，享年36歲。

## 生平

### 球會
巴拉福特
李察士在布拉德福德出生，就讀於羅德斯威學校（Rhodesway School）。作為一名強力中堅球員，李察士在家鄉球會巴拉福特出道，透過青訓系統後獲提供職業球員合約。1991年10月時年17歲的李察士首次為一隊上陣，效力3年期間他為球隊在聯賽上陣86場及射入4球，而在各項賽事合共上陣102場。
狼隊
1995年3月李察士以借用身份加盟力爭升班的狼隊，於4月1日1-0擊敗修安聯首次上陣。狼隊雖然在季後升班附加賽準決賽不敵保頓出局，仍然付出破當時球會轉會費記錄的185萬英鎊正式羅致李察士。
1995/96年球季李察士獲委為球隊隊長，但於1996年1月遭遇車禍，最初以為僅撞傷腳踝，其後證實膝蓋及背脊亦有受傷。持續的傷患迫使他在其後的兩季缺席大部分賽事，但在球場上的表現卻贏得如阿仙奴及曼聯等豪門的注目。
李察士留隊直到其合約於1998/99年球季結束後屆滿，他為狼隊最後一場上陣，在主場莫利纽球场以2-3不敵母會巴拉福特，結果巴拉福特順利升班英超，而狼隊則僅差3分未能晉身附加賽。李察士為狼隊上陣135場及射入6球。
修咸頓
1999年7月李察士獲英超球會修咸頓時任領隊戴夫·鍾斯垂青，以自由身免費加盟。他取代備受球迷擁護離隊他投的肯·蒙考（Ken Monkou）的席位，與龍迪雲（Claus Lundekvam）合作鎮守中路，迅速融入球隊，加盟首季即獲選為球會「年度最佳球員」。於修咸頓三年中合共為球隊上陣79場及射入7球。
熱刺
李察士的表現使接替戴夫·鍾斯擔任修咸頓領隊的格連·荷杜留下深刻印象，當他在2001年3月轉投母會熱刺執掌帥印後，亦希望羅致李察士以取代離隊的索尔·坎贝尔，熱刺最初開價450萬英鎊，由於先有領隊被搶奪，再有主將遭挖角，導致修咸頓主席鲁珀特·洛韦（Rupert Lowe）與熱刺董事會發生駡戰，最終熱刺於2001年9月21日付出810萬英鎊才說服鲁珀特·洛韦放人，而李察士更需要放棄他與修咸頓簽訂四年合約中的20%轉會分紅條款才能成事，他是當時從未代表國家隊上陣的最高身價球員。9月29日李察士首披熱刺戰衣上陣，於主場迎戰曼聯，開賽僅15分鐘他便為球隊先拔頭籌，半場熱刺3-0遙遙領先，但下半場曼聯大逆轉，反勝5-3完場。在效力四年間為熱刺在各項賽事上陣81場及射入4球。

### 國家隊
1995年李察士代表英格蘭U21在土伦杯国际足球邀请赛上陣4場，更以隊長身份帶領球隊首戰巴西。英格蘭晉級準決賽，但不敵主辦國法國而被淘汰出局。

### 退役
2005年3月李察士由於患病，有「證據顯示如繼續踢球將會損害他的健康」而宣佈退役，他因內耳感染發炎而經常耳嗚及頭痛。李察士其後完成課程取得教練資格，並於2007年8月3日以兼職形式返回母會巴拉福特擔任青年發展教練。

### 去世
2011年2月26日早上，長期與重病對抗的迪恩·李察士於利兹的「聖吉瑪善終醫院」（St. Gemma's Hospice）不幸去世，享年36歲，遺下妻子萨曼莎（Samantha）及兩名年幼兒子，11歲的杰登（Jayden）和7歲的里奧（Rio）。3月6日在布拉德福德的「聖彼得大教堂」舉行安息禮拜，前隊友罗比·基恩及占士·比亞堤亦有出席。
去世當日曾效力的狼隊剛好在主場迎戰黑池，狼隊球迷每隔一段時間便高唱李察士的名字。狼隊亦與熱刺安排在一週後兩隊在莫利纽球场對戰賽前進行悼念儀式，賽前李察士曾效力的四支球隊分別派出代表手持他的球衣，包括巴拉福特聯席主席马克·朗（Mark Lawn）、前狼隊門將（Matt Murray）、前修咸頓守衛龍迪雲（Claus Lundekvam）和熱刺隊長，於中圈進行一分鐘拍掌致意。球衣由各隊現時效力的球員簽名，並在狼隊官網公開競投，得款捐贈李察士去世時入住的「聖吉瑪善終醫院」。

## 外部連結
- 足球数据库：迪恩·李察士的球员统计数据
- 巴拉福特官網對迪恩·李察士去世的公告
- 狼隊官網對迪恩·李察士去世的公告
- 修咸頓官網對迪恩·李察士去世的公告
- 熱刺官網對迪恩·李察士去世的公告 （页面存档备份，存于）

| 獎項               | 獎項                         | 獎項               |
| ------------------ | ---------------------------- | ------------------ |
| 前任： 占士·比亞堤 | 修咸頓年度最佳球員 1999-00年 | 繼任： 韦恩·布里奇 |